# گرینی (مینه‌سوتا)
گرینی (به انگلیسی: Greaney) یک منطقهٔ مسکونی در ایالات متحده آمریکا است که در شهرستان سنت لوئیس، مینه‌سوتا واقع شده‌است. گرینی ۱۰ نفر جمعیت دارد و ۳۹۶٫۸۵ متر بالاتر از سطح دریا واقع شده‌است.